# Sargent Glacier
Sargent Glacier är en glaciär i Antarktis. Den ligger i Västantarktis. Nya Zeeland gör anspråk på området. Sargent Glacier ligger 708 meter över havet.
Terrängen runt Sargent Glacier är varierad. Trakten är obefolkad. Det finns inga samhällen i närheten.